# Thomas Robinson (basket-ball)
Pour les articles homonymes, voir Robinson.
Thomas Earl Robinson, né le 18 mars 1991 à Washington D.C (États-Unis), est un joueur américain de basket-ball. Il évolue au poste d'ailier fort.

## Biographie

### Carrière universitaire
Il effectue son lycée à la Brewster Academy de Wolfeboro, New Hampshire.
À son arrivée à l'université, il n'est pas considéré comme un joueur à gros potentiel, mais à force de travail et de persévérance, il devient, lors de sa troisième saison avec les Jayhawks du Kansas, le meilleur joueur de l'équipe et un des tout meilleurs jeunes joueurs universitaires.
Il est nommé meilleur joueur de la conférence Big 12 pour la saison 2011-2012, grâce à des statistiques de 17,1 points et 11,8 rebonds de moyenne, il est aussi nommé parmi le cinq All-America désigné par l'Associated Press.
Il aide son équipe à atteindre la finale du tournoi NCAA, et y réalise un bon match offensif avec 18 points et 17 rebonds. Mais cela ne suffit pas et son équipe s'incline face aux Wildcats du Kentucky.
Le 9 avril 2012, Thomas Robinson décide de s'inscrire à la draft 2012 de la NBA.

### Carrière professionnelle

#### Kings de Sacramento (2012-Fév.2013)
Le 28 juin 2012, il est choisi en cinquième position par les Kings de Sacramento.
Le 7 novembre 2012, dans le quatrième quart-temps du match contre les Pistons de Détroit, Robinson frappe Jonas Jerebko en lui donnant un coup de coude dans la gorge et est expulsé du match. Le lendemain, il est suspendu deux matchs.

#### Rockets de Houston (Fév.-Jui.2013)
Le 20 février 2013, Robinson est transféré aux Rockets de Houston avec Francisco García et Tyler Honeycutt en échange de Patrick Patterson, Toney Douglas et Cole Aldrich. Il porte le numéro 0 jusqu'à la signature d'Aaron Brooks et le numéro 41 quand Brooks reprend le numéro 0.

#### Trail Blazers de Portland (2013-Fév.2015)
Le 10 juillet 2013, Robinson est transféré aux Trail Blazers de Portland en échange des droits sur Kostas Papanikolaou et Marko Todorović, comme deux futurs seconds tours de draft.
Le 23 février 2014, Robinson réalise son record de rebonds en carrière avec 18 rebonds auxquels il ajoute 14 points en sortant du banc lors de la victoire des siens contre les Timberwolves du Minnesota.
Lors de la Summer League 2014 à Las Vegas, il se déchire les ligaments du pouce, ce qui l'oblige à subir une intervention chirurgicale.

#### Sixers de Philadelphie (Fév.-Juil.2015)
Le 19 février 2015, Robinson est transféré, avec Will Barton, Víctor Claver et un premier tour de Draft 2016 de la NBA protégé, aux Nuggets de Denver en échange d'Arron Afflalo et Alonzo Gee. Trois jours plus tard, il est coupé par les Nuggets sans avoir joué un seul match avec eux.
Le 24 février 2015, il signe aux Sixers de Philadelphie. Le lendemain, il fait ses débuts avec les Sixers contre les Bucks de Milwaukee, il termine la rencontre avec sept points et six rebonds mais sa nouvelle équipe s'incline 88 à 104.

#### Nets de Brooklyn (2015-2016)
Le 3 juillet 2015, il signe avec les Nets de Brooklyn pour deux ans et 2,2 millions de dollars.

#### À l'étranger
En février 2020, Robinson quitte l'équipe chinoise des Sichuan Blue Whales et rejoint le BC Khimki Moscou avec lequel il signe un contrat d'un mois.

## Clubs successifs
- 2009-2012 :  Jayhawks du Kansas (NCAA)
- 2012-2013 :
  -  Kings de Sacramento (NBA)
  -  Rockets de Houston (NBA)
- 2013-2015 :
  -  Trail Blazers de Portland (NBA)
  -  Sixers de Philadelphie (NBA)
- 2015-2016 :  Nets de Brooklyn (NBA)

## Palmarès
- 2012 :
  - Joueur de l'année de la conférence Big 12
  - Consensus first team All-American
  - NCAA Final Four All-Tournament Team
  - First team All-Big 12
  - ESPN.com National Player of the Year
  - John R. Wooden Award Finalist
  - Naismith College Player of the Year Finalist

## Records sur une rencontre en NBA
Les records personnels de Thomas Robinson en NBA sont les suivants, :
| Type de statistique        | Saison régulière | Saison régulière            | Saison régulière | Playoffs | Playoffs             | Playoffs      |
| Type de statistique        | Record           | Adversaire                  | Date             | Record   | Adversaire           | Date          |
| -------------------------- | ---------------- | --------------------------- | ---------------- | -------- | -------------------- | ------------- |
| Points                     | 23               | @ Wizards de Washington     | 6 avril 2016     | 9        | Spurs de San Antonio | 12 mai 2014   |
| Paniers marqués            | 10               | @ Wizards de Washington     | 6 avril 2016     | 4        | Spurs de San Antonio | 12 mai 2014   |
| Paniers tentés             | 16               | 2 fois                      | 2 fois           | 7        | Spurs de San Antonio | 12 mai 2014   |
| Paniers à 3 points réussis | -                | -                           | -                | -        | -                    | -             |
| Paniers à 3 points tentés  | 1                | 6 fois                      | 6 fois           | -        | -                    | -             |
| Lancers francs réussis     | 5                | 4 fois                      | 4 fois           | 2        | 2 fois               | 2 fois        |
| Lancers francs tentés      | 15               | Bucks de Milwaukee          | 17 décembre 2014 | 2        | 3 fois               | 3 fois        |
| Rebonds offensifs          | 12               | @ Hornets de Charlotte      | 8 avril 2016     | 3        | @ Rockets de Houston | 20 avril 2014 |
| Rebonds défensifs          | 12               | Bucks de Milwaukee          | 17 décembre 2014 | 3        | 3 fois               | 3 fois        |
| Rebonds totaux             | 18               | Timberwolves du Minnesota   | 23 février 2014  | 6        | @ Rockets de Houston | 20 avril 2014 |
| Passes décisives           | 5                | 2 fois                      | 2 fois           | 2        | Spurs de San Antonio | 10 mai 2014   |
| Interceptions              | 5                | @ Knicks de New York        | 1er avril 2016   | 1        | 5 fois               | 5 fois        |
| Contres                    | 3                | 2 fois                      | 2 fois           | 2        | @ Rockets de Houston | 23 avril 2014 |
| Balles perdues             | 6                | 2 fois                      | 2 fois           | 2        | 2 fois               | 2 fois        |
| Minutes jouées             | 40               | @ Timberwolves du Minnesota | 5 mars 2016      | 24       | Spurs de San Antonio | 12 mai 2014   |

- Double-double : 17
- Triple-double : 0

Dernière mise à jour : 13 novembre 2020

## Vie privée
En 2011, il perd en quelques semaines sa grand-mère, son grand-père et sa mère.